# Svartgula jordhuggormar
Svartgula jordhuggormar (Chilorhinophis), är ett släkte giftiga ormar i familjen stilettormar som innehåller tre arter.

## Utseende
Svartgula jordhuggormar har smala, cylindriskt formad kroppar med släta fjäll och kort svans, litet huvud, avrundad nos, små ögon med runda (ibland elliptisk formade) pupiller. Övre käkbenet är kort med 3-4 tänder och 2 urholkade huggtänder som giftet kommer från. Analplåten är delad. Alla arterna har klara ljusa färger, med svansen i samma form och färg som huvudet. Ormarna är giftiga.

## Utbredning
Utbredningsområdet för släktet omfattar södra Kongo-Kinshasa, Zambia, Zimbabwe, Tanzania, Moçambique, sydöstra Tanzania  och regionen Mongalla i södra Sudan.

## Ekologi
Dessa ormar har ett grävande levnadssätt och gräver ner sig i lös sand, under löv och ruttnande träd. När ormarna känner sig hotade höjer de upp svansen i ett försök att avleda angriparens uppmärksamhet från mer sårbara delar av kroppen, som huvudet. Alla arterna är ovipara.

## Arter
- Butlers svartgula jordhuggorm (Chilorhinophis butleri)
- Carpenters svartgula jordhuggorm (Chilorhinophis carpenteri)
- Gerards svartgula jordhuggorm (Chilorhinophis gerardi)